# Три дня в Москве
«Три дня в Москве́» — советский двухсерийный комедийный музыкальный телевизионный фильм, снятый в 1974 году режиссёром Алексеем Кореневым по сценарию Альберта Иванова на киностудии «Мосфильм».

## Сюжет
В Сибири старшему лейтенанту Петру Степанову (Иван Рыжов) — начальнику молоденького милиционера Ивана Федотова (Семён Морозов) — досталась трёхдневная путёвка в Москву, но он лететь не может. Поэтому он «приказывает» Ивану отправиться в Москву вместо себя, отдаёт ему свои путёвку и билеты и заставляет отказывающегося (из скромности) Ивана сесть в самолёт, сразу взлетевший.
В столице Иван сразу же попал в нелепую ситуацию, показавшись подозрительным одной бдительной гражданке, которая сдала его — милиционера — в милицию. Там младший лейтенант очаровательная Оля (Наталья Варлей) во всём разобралась и оставила в душе парня неизгладимое впечатление. Так начались приключения гостя столицы…
Соседом Ивана по гостиничному номеру оказался его земляк, парень из Сибири, Герман Коробков (Станислав Садальский). Герман просит Ивана взглянуть на его невесту Лену (Мария Коренева) и одобрить выбор. Встреча происходит в кафе. Когда Лена приходит, Герман бросает к её ногам шкуру якобы убитого в Сибири медведя. Они начинают строить планы. За их беседой с грустью наблюдает ещё один парень — Коля (Владимир Обрезков), который давно знает и любит Лену. Коля исполняет песню «Баллада о юном рыцаре», а потом уходит за букетом цветов для Лены. Тем временем Лена сообщает Герману, что по распределению собирается ехать в Сибирь. Тут Герман и открывается: оказалось, что ему нужна не девушка, а московская прописка. «Значит, Москва — мимо, прощай, трёхкомнатная квартира!.. Пересох твой Байкал…» — говорит он в отчаянии. И признаётся, что шкура — не медведь, а дешёвый кролик, которого он купил здесь, в Москве. Возвращается Коля, который преподносит Лене цветы и поздравляет её с тем, что она выходит замуж за этого нехорошего человека. И тем же самым букетом Коля, словно веником, бьёт Германа по голове. Иван пытается вступиться, но Герман, который уже не хочет жениться на Лене, так как этот брак не даст ему московскую квартиру, останавливает Ивана, для пущего признаваясь: «Да, я плохой человек, я получил по заслугам!» «Молодец, Коля… Пойдём», — давясь слезами, говорит Лена своему давнему знакомому, и они уходят. Следом за ними уходит и Иван, хотя Герман пытается его остановить, говоря, что сейчас другая придёт. И действительно, тут же появляется другая девушка — Вера (Светлана Крючкова), с которой Иван, уходя, сталкивается прямо в дверях. Герман бросает и к её ногам ту самую шкуру, говоря те самые слова, которые несколько минут назад говорил Лене: «Сибирский медведь у твоих ног!» Впрочем, официантки, на глазах которых происходила вся эта некрасивая сцена, разоблачают Германа: «Девушка, это кролик».
На следующий день Герман собирается на третье свидание, но Иван стремится ему помешать. Он одевается в форму милиционера и преследует Германа по пятам. Желая избавиться от него, Герман толкает к нему старушку с требованием перевести её через дорогу. Старушка (Валентина Сперантова) оказывается очень назойливой, и, даже перейдя дорогу, не отпускает Ивана, а просит подсобить ей устроиться в дом престарелых. Иван ведёт её в отделение к Оле, где старушка упорно называет его своим внуком. Оля разочарована, что Иван хочет сдать родную бабушку в дом престарелых. На объяснения Ивана, что это не его бабушка, реагирует негативно. А бабушка, достигнув желаемого, приглашает Ивана в гости на день рождения.
Появляется Герман, который спешит на третье свидание домой к третьей девушке, Иван продолжает его преследовать. Когда третья невеста открывает Герману дверь квартиры, выясняется, что она — та самая очаровательная милиционерша Оля. Герман впервые видит Олю в милицейской форме и обескуражен тем, что она оказалась милиционершей. Оля, аккомпанируя себе на фортепьяно, поёт им оказавшуюся как нельзя к месту песню:
Ты говоришь мне о любви,

Но разговор напрасно начат.

Слова я слушаю твои,

Но ничего они не значат…
Иван вынуждает Германа сознаться во всём. Оля расстроена, но на просьбу Ивана показать ему Москву всё же соглашается.
На следующий день они гуляют по Москве, смотрят достопримечательности. В частности, гуляют вблизи метромоста на Ленинских горах, где находится одноимённая станция метро, посещают бассейн «Москва», а потом вместе с рабочими оказываются на одной из строившихся в те годы типовых станций метро колонного типа и мелкого заложения — «Щукинской». Иногда их догоняет Герман и дразнит «Тили-тили-тесто, два сапога — пара!».
Иван признаётся Оле в любви, просит её руки, но Оля отказывается и хочет уйти. Желая удержать девушку, Иван приводит её в гости на день рождения к старушке. Там Оля в очередной раз «убеждается», что бабушка Ивану — родная. Она разочарована, что Федотов обманывал её, утверждая обратное. Даже когда бабушка признаётся, что Иван ей не внук, Оля всё равно не верит, считая, что бабушка его просто выгораживает, и уходит.
Расстроенный Иван рассказывает обо всём случайному знакомому за рулём «Волги». Тот, желая ему помочь, отвозит Ивана в дом культуры, где с той самой песней «Ты говоришь мне о любви» должна выступать Оля. Перед Олей выступает Лена (та самая бывшая невеста Германа), которая поёт песню «Тает снег». Автолюбитель оказывается лётчиком-космонавтом и становится почётным гостем мероприятия. Взяв слово, он просит Олю поверить Ивану. И Оля, наконец-то, верит. Но Ивану уже пора улетать. Обменявшись несколькими словами и пообещав друг другу «удочерить» бабушку, влюблённые расстаются.
Счастливый Иван возвращается домой.

## В ролях
- Семён Морозов — Иван Тимофеевич Федотов, милиционер
- Наталья Варлей — Оля Потапова, младший лейтенант милиции
- Станислав Садальский — Герман Николаевич Коробков, сосед Ивана по гостиничному номеру
- Валентина Сперантова — бабушка
- Анатолий Ведёнкин — сержант милиции
- Мария Коренева — Лена, одна из невест Коробкова
- Юрий Кузьменков — Юрий Иволгин, лётчик-космонавт
- Иван Рыжов — Пётр Семёнович Степанов, старший лейтенант милиции, начальник Ивана
- Евгений Весник — Андрей Петрович Потапов, отец Оли
- Ирина Мурзаева — Матрёна, соседка бабушки
- Леонид Чубаров — Василий Петрович Руденко, бригадир строителей, однополчанин Степанова
- Владимир Обрезков — Коля, школьный друг Лены (озвучивает Владимир Носик)

## Исполнители песен
- Нина Бродская — песня «Ты говоришь мне о любви», песня «Новогодний вальс» в дуэте с Павлом Кравецким.
- Валентина Толкунова — песня «Тает снег».
- Павел Кравецкий — песни «Есть в моей жизни город», «Рано или поздно», «Баллада о юном рыцаре», а также песня «Новогодний вальс» в дуэте с Ниной Бродской.

## Съёмочная группа
- Автор сценария: Альберт Иванов
- Режиссёр: Алексей Коренев
- Авторы текстов песен: Леонид Дербенёв, Евгений Евтушенко, Владимир Лифшиц, Игорь Шаферан
- Композитор: Эдуард Колмановский